# Alla serbiska helgons serbisk-ortodoxa kyrka
Alla serbiska helgons serbisk-ortodoxa kyrka (engelska: All Serbian Saints Serbian Orthodox Church; serbiska: Храм сабора српских светитеља/Hram saborna srpskih svetitelja) är en serbisk-ortodox kyrkobyggnad belägen i staden Mississauga, i provinsen Ontario, i östra Kanada.
Kyrkan är helgad efter alla Serbisk-ortodoxa kyrkans helgon och tillhör Serbisk-ortodoxa stiftet i Kanada.

## Historik
Alla serbiska helgons serbisk-ortodoxa kyrka började byggas i februari 1983. På grund av de jugoslaviska krigen stoppades byggandet men startades på nytt 1999. 
Kyrkan blev färdig under våren 2002 och välsignades den 15 juni samma år. Vid ceremonin närvarade bland annat metropolit av Zagreb och Ljubljana Jovan Pavlović, metropolit av Montenegro Amfilohije, biskop av Centraleuropa Konstantin Đokić, biskop av Zahumlje och Hercegovina Grigorije Durić, grekisk metropolit Sotirios Athanassoulas och biskop av Storbritannien och Skandinavien Dositej Motika.
Den 31 juli 2022 sattes det upp ett serbisk-kanadensiskt monument vid kyrkan designat av Lilly Otasevic för att hylla de första serbiska invånarna i Ontario.

## Kyrkan
Kyrkan är byggd i bysantinsk stil.

## Bilder

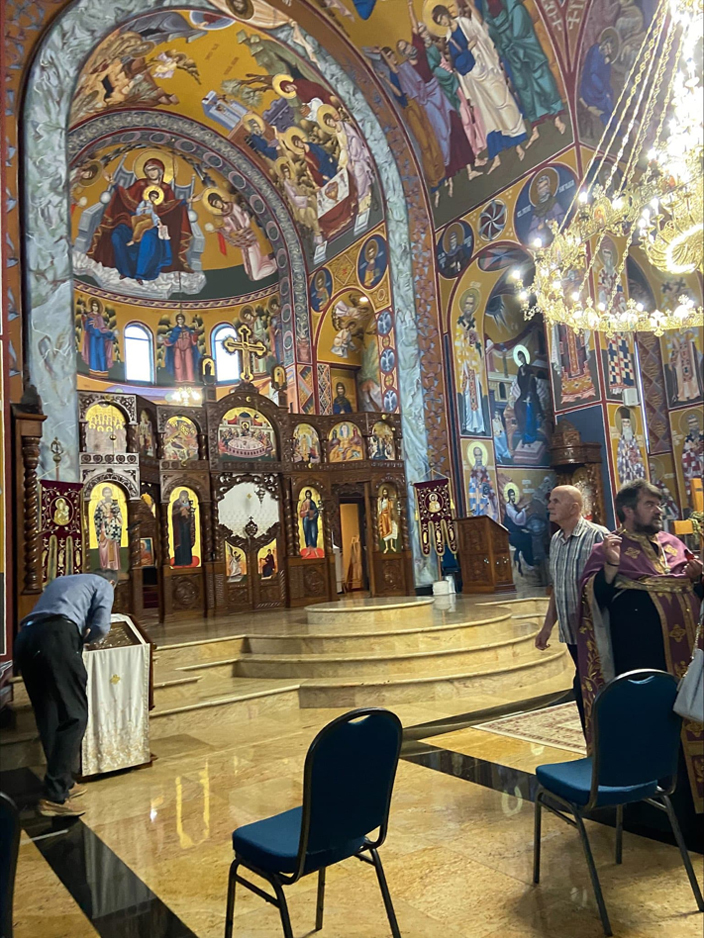
Kyrkans interiör mot ikonostasen.
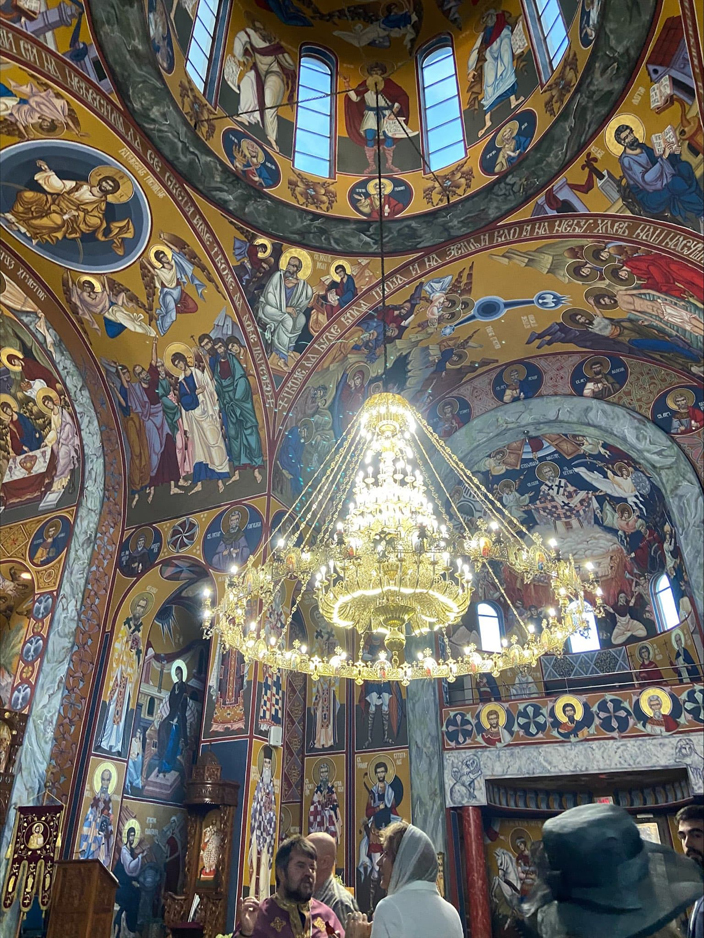
Interiör.
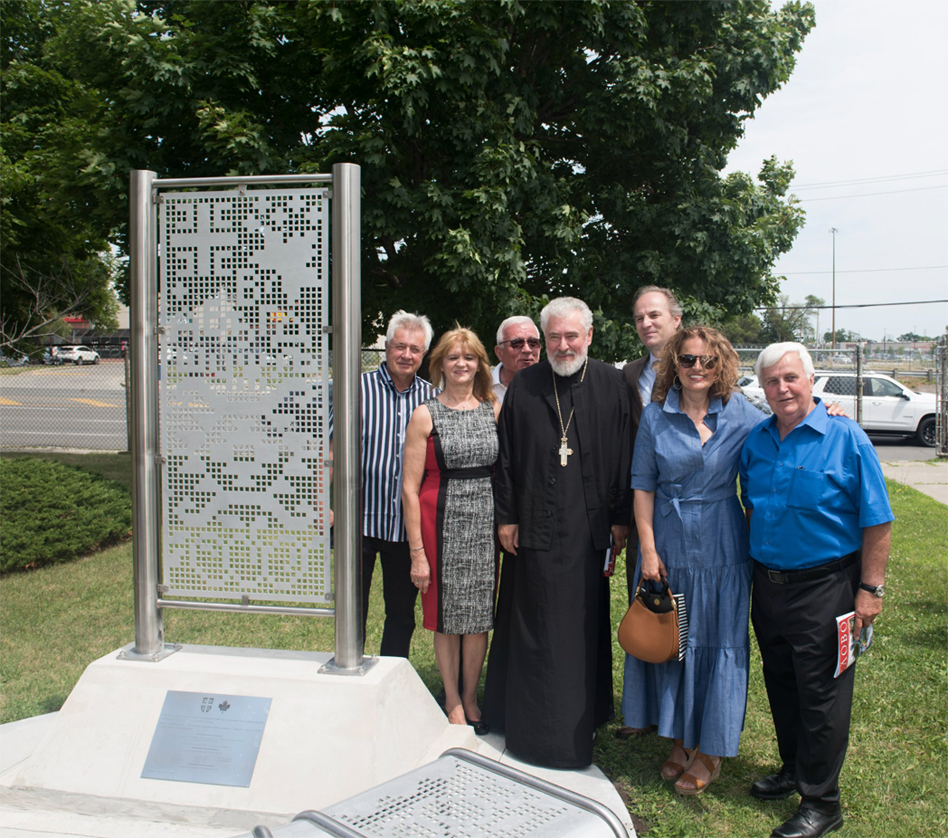
Monumentet.